# Šuja (přítok Ňomdy)
Šuja (rusky Шуя) je řeka v Kostromské oblasti v Rusku. Je 170 km dlouhá. Povodí má rozlohu 1700 km².

## Průběh toku
Pramení na Galičské vysočině. Ústí zleva do Ňomdy (povodí Volhy).

## Vodní stav
Zdrojem vody jsou převážně sněhové srážky. Průměrný průtok vody ve vzdálenosti 25 km od ústí činí 11 m³/s. Zamrzá v listopadu a rozmrzá v dubna. Od dubna do května dosahuje nejvyšších vodních stavů. V létě a na podzim dochází k povodním.

## Využití
Využívá se k plavení dřeva.